# Nagy szívvirág
A nagy szívvirág (Lamprocapnos spectabilis, korábban Dicentra spectabilis) a mákfélék (Papaveraceae) családjának füstikeformák (Fumarioideae) alcsaládjába tartozó növényfaj, a Lamprocapnos nemzetség egyetlen faja. Sokáig a szívvirág (Dicentra) nemzetségbe sorolták, ám 1997-es molekuláris genetikai vizsgálatok kimutatták különbözőségét a nemzetségtől.

## Elterjedés, élőhely
Kelet-Ázsiában Szibériától Japánig őshonos. Bár kedvelt kerti virág, ritkán vadul ki, és jellemzően akkor sem terjed tovább.

## Leírása
Rizómás, lágy szárú, évelő növény.
A legfeljebb méteres, zöld vagy rózsaszínes száron három levélkéből összetett levelek nőnek. A szív alakú virágok 3–5 cm hosszúak, külső szirmaik rózsaszínűek, a belsők fehérek, függőleges fürtben nyílnak késő tavasztól kora nyárig. A növény virágzás után, nyártól gyakran csökkentett életműködésű állapotba kerül.

## Termesztése
Népszerű dísznövény, mérsékelt éghajlat alatt kerti növényként is termeszthető, de vágott virágként is kapható. Nedves és hűvös éghajlaton a napfényt jól viseli, de melegebb, szárazabb klíma alatt némi árnyékra szüksége van. A leveleit néha a levéltetvek és a csigák fogyaszthatják.
A magvakat frissen kell elvetni. Tőosztással is szaporítható, ezt késő ősszel vagy kora tavasszal ajánlott elvégezni.
A növénnyel való érintkezés egyeseknél bőrirritációt okozhat, izokinolin-alkaloidtartalma miatt.
Több termesztett fajtája van. Az 
- 'Alba' fehér virágú, a Hadspen Gardenből,
- 'Gold Heart' 1997-ből származik,[4] levelei sárgák.

## Galéria

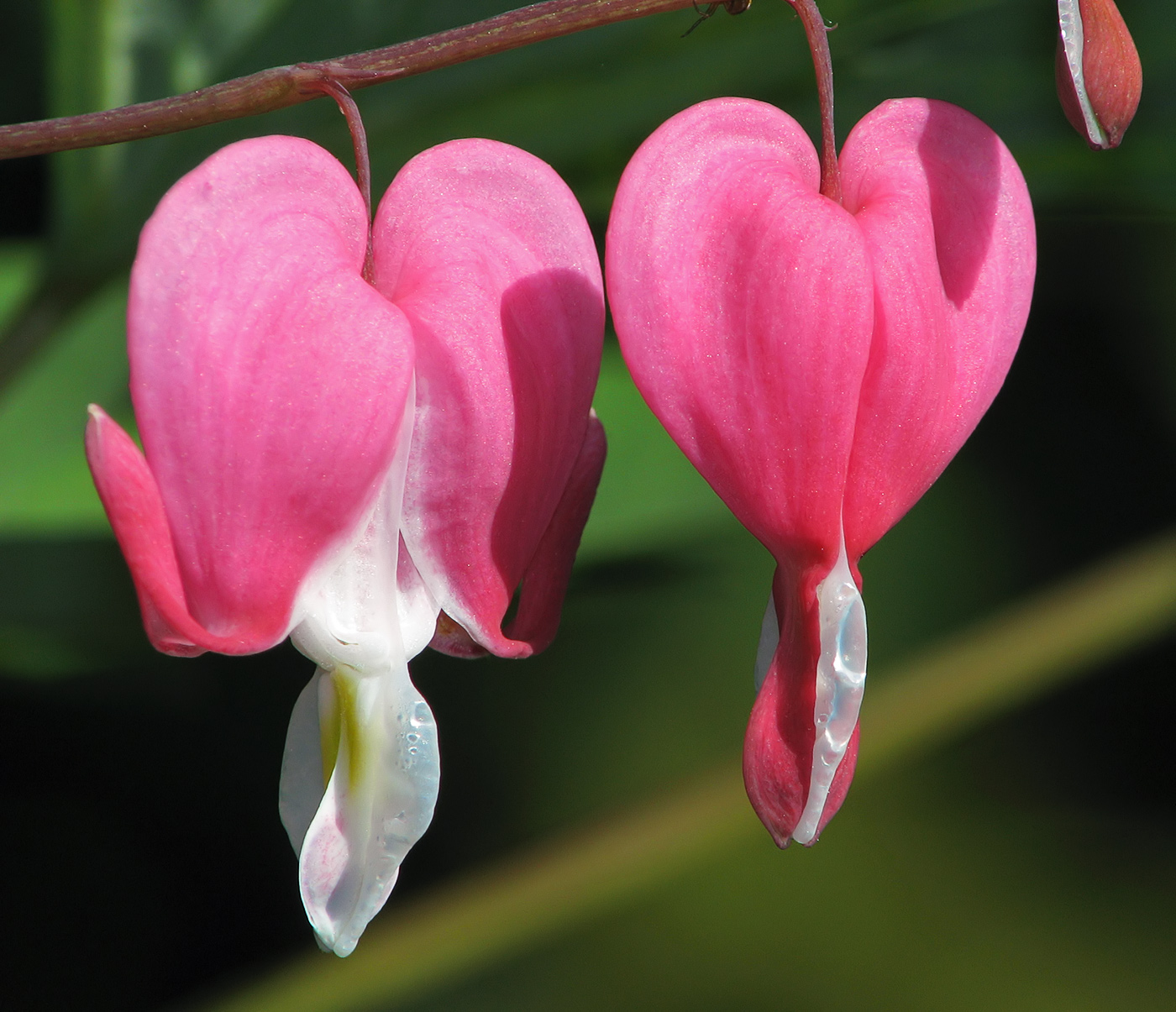
Lamprocapnos spectabilis
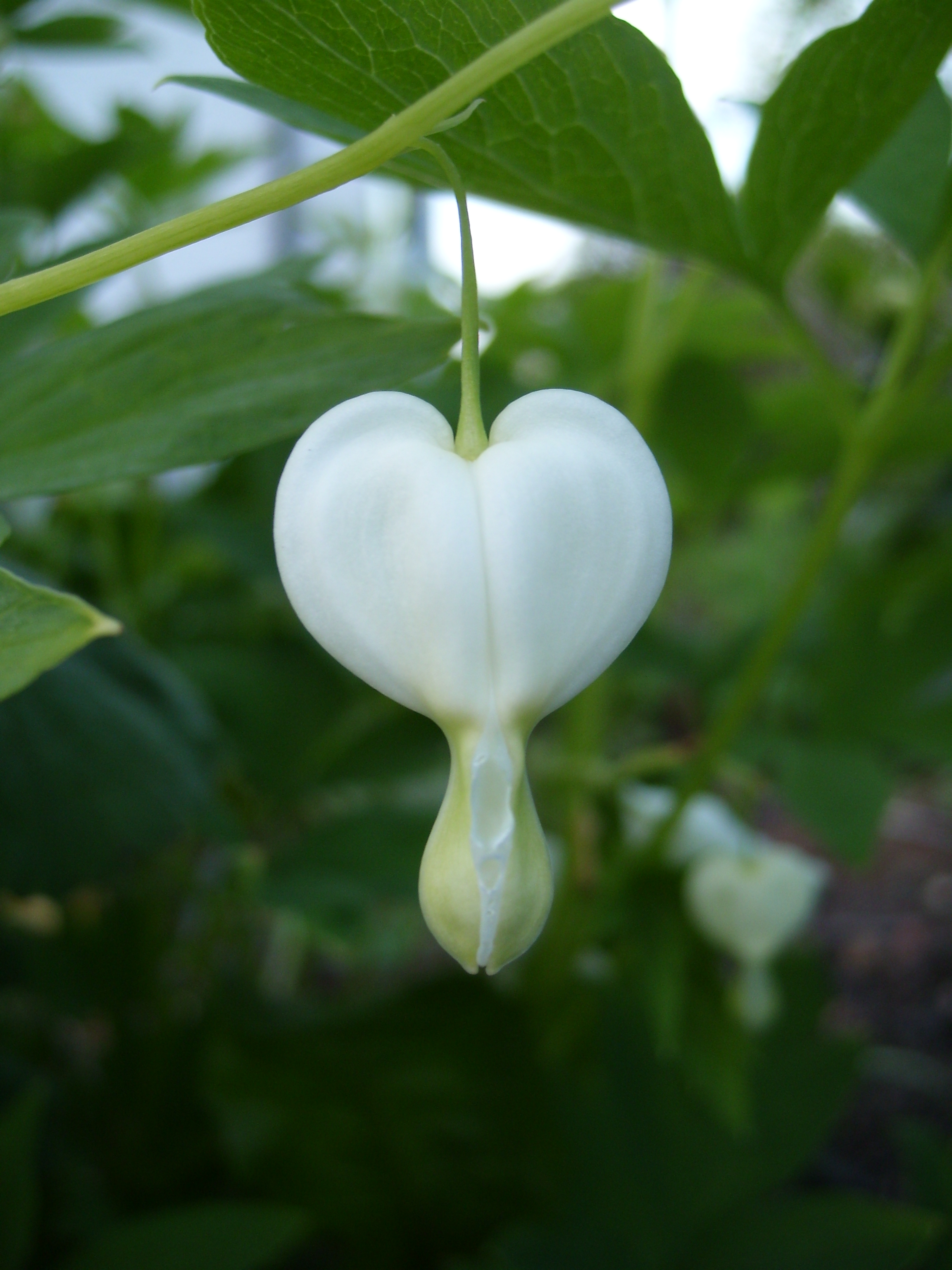
Lamprocapnos spectabilis 'Alba'
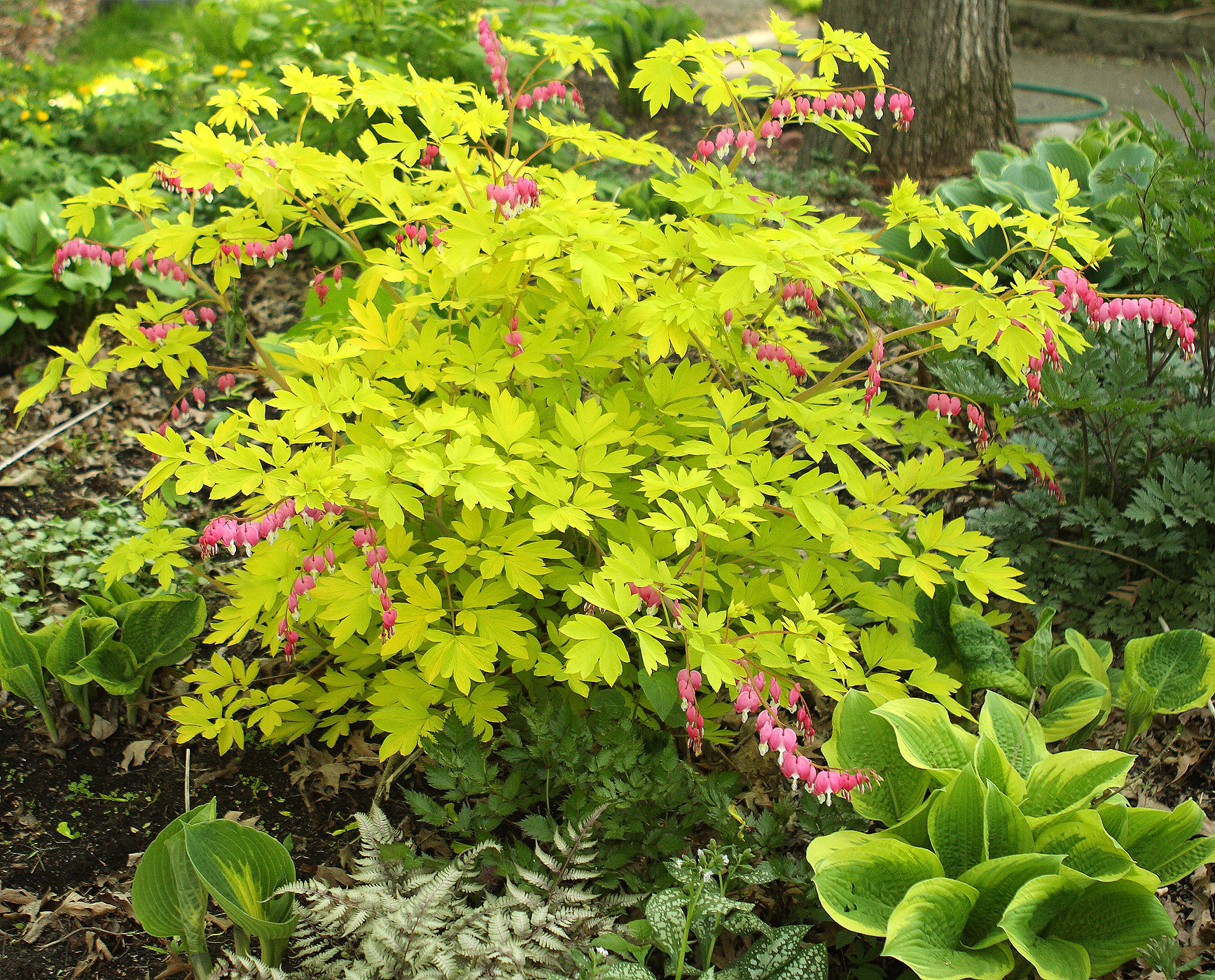
Lamprocapnos spectabilis 'Gold Heart'

### Fordítás
- Ez a szócikk részben vagy egészben a Dicentra spectabilis című angol Wikipédia-szócikk ezen változatának fordításán alapul.  Az eredeti cikk szerkesztőit annak laptörténete sorolja fel. Ez a jelzés csupán a megfogalmazás eredetét és a szerzői jogokat jelzi, nem szolgál a cikkben szereplő információk forrásmegjelöléseként.
- Ez a szócikk részben vagy egészben a Tränendes Herz című német Wikipédia-szócikk ezen változatának fordításán alapul.  Az eredeti cikk szerkesztőit annak laptörténete sorolja fel. Ez a jelzés csupán a megfogalmazás eredetét és a szerzői jogokat jelzi, nem szolgál a cikkben szereplő információk forrásmegjelöléseként.